# 郑珊
郑珊（1960年—），汉族，中华人民共和国政治人物、第十一届全国政协委员。
担任上海市妇联副主席、复旦大学附属儿科医院副院长、博士生导师。2008年，当选第十一届全国政协委员，代表中华全国妇女联合会，分入第十九组。